# Below Zero
Below Zero is een korte film van Laurel en Hardy uit 1930.

## Verhaal
Straatmuzikanten Stan en Ollie spelen "In the good old summertime" voor een doveninstituut terwijl het hartje winter is. Derhalve verdienen ze nauwelijks geld. Bij een ruzie met een vrouw worden hun instrumenten vernield, maar Stan vindt een gevulde portemonnee. Een dief aast hier ook op, maar Stan en Ollie worden beschermd door een agent, die zij uit dankbaarheid een etentje aanbieden. Helaas: de agent blijkt de eigenaar van de gevonden portemonnee te zijn. De eigenaar van het restaurant gooit Stan en Ollie eruit en gooit Stan in een regenton. Stan drinkt al het water op en krijgt een flinke waterbuik.

## Rolverdeling
| Acteur           | Personage             |
| ---------------- | --------------------- |
| Stan Laurel      | Stan                  |
| Oliver Hardy     | Ollie                 |
| Bobby Burns      | blinde/doofstomme man |
| Baldwin Cooke    | man aan raam          |
| Kay Deslys       | vrouw aan raam        |
| Charlie Hall     | winkeluitbater        |
| Jack Hill        | jongen op bus         |
| Frank Holliday   | politieman            |
| Charles McMurphy | persoon in restaurant |
| Bob O'Connor     | persoon in restaurant |
| Retta Palmer     | vrouw aan raam        |
| Blanche Payson   | chique vrouw          |
| Tiny Sandford    | Pete                  |
| Charles Sullivan | persoon in restaurant |
| Lyle Tayo        | tossende vrouw        |
| Leo Willis       | bandiet               |